# راسموس کوئیست هنسن
راسموس کوئیست هنسن (دانمارکی: Rasmus Quist Hansen؛ زادهٔ ۵ آوریل ۱۹۸۰) قایقران روئینگ اهل دانمارک است.